# William Johnson Fox
William Johnson Fox (Uggeshall Farm, Wrentham, cerca de Southwold, Suffolk - Londres, 3 de junio de 1864) fue un clérigo y político inglés.

## Biografía
Sus padres eran estrictos calvinistas y desde muy pronto fue preparado para el sacerdocio. En 1810 se hizo cargo de una congregación en Fareham (Hampshire) y a los dos años era ya ministro de la capilla unitaria de Chichester. En 1817 se trasladó a Londres y fue ministro en una capilla del Parlamento. En 1824 se trasladó a Finsbury, al borde de la ciudad. Alrededor de Fox y la capilla se reunieron pensadores progresistas, en especial un grupo de feministas e incluso cartistas a través de William Lovett. El círculo incluía a Sophia Dobson Collet, que dio algunos de los sermones de Fox a la imprenta; Mary Leman Gillies, quien escribió sobre los derechos de las mujeres y Caroline Ashurst Stansfeld, casada con James Stansfeld.
Un escándalo en la vida personal de Fox entre 1834 y 1835 le llevó a renunciar al ministerio unitario y trasladarse a Craven Hill (Bayswater) defendiendo el racionalismo y, junto con Theodore Parker y Robert William Mackay, la "religión absoluta". Resulta que era amigo del periodista radical Benjamin Flower y, a su muerte en 1829, sus dos hijas, Eliza Flower y Sarah Fuller Flower Adams, se convirtieron en sus ahijadas; tras separarse de su mujer en la década de 1830, le puso casa a Eliza Flowers y sus hijos causando un gran escándalo.
Si la ambición de Fox fue convertirse en un gran orador y polemista político, lo consiguió de forma tal que su agilidad mental y reflejos a la hora de contestar se hicieron célebres. Como miembro de la Liga contra las Corn Laws formada en Mánchester en 1839 ganó fama de periodista y vehemente orador y, desde 1847 hasta 1862, representó intermitentemente a Oldham en el Parlamento como un liberal más. Murió el 3 de junio de 1864 en Londres.

## Obras
Editó el Monthly Repository ("Repositorio Mensual") y contribuyó frecuentemente en la Westminster Review; también publicó trabajos sobre temas políticos y religiosos. Una edición de sus Obras fue editada por William Ballantyne Hodgson y Henry James Slack y apareció desde 1865.
- Datos: Q1755603